# Cóbdar
Cóbdar ist ein Ort und eine spanische Gemeinde in der Comarca Valle del Almanzora der Provinz Almería in der Autonomen Gemeinschaft Andalusien. Die Bevölkerung von Cóbdar 190 Einwohnern (Stand: 2024). 

## Geografie
Cóbdar liegt im Landesinneren der Provinz Almería, an den Ausläufern der Sierra de los Filabres, in einer Höhe von ca. 605 m. Die Provinzhauptstadt Almería liegt in etwa 75 Kilometer südsüdwestlicher Entfernung. Die Gegend ist vulkanischen Ursprungs.

## Bevölkerungsentwicklung
| Jahr      | 1970 | 1981 | 1991 | 2001 | 2011 | 2021 |
| Einwohner | 680  | 427  | 283  | 221  | 170  | 170  |

## Sehenswürdigkeiten
- Marienkirche (Iglesia de Santa María)

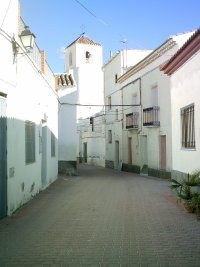
Marienkirche